# 신숙옥
신숙옥(辛淑玉, 1959년 1월 16일~)은 재일 한국인 활동가이다. 일본 내의 아이누의 권리 회복을 요구하는 활동을 진행 중이다.